# Zdzisław Nawrocki
Zdzisław Nawrocki (ur. 27 lipca 1942 w Kościanie, zm. 1 października 2019) – polski inżynier elektryk.

## Życiorys
Urodzony jako syn Władysława i Jadwigi. W 1961 ukończył Technikum Energetyczne w Poznaniu, a następnie podjął studia na Wydziale Elektrycznym Politechniki Wrocławskiej, które ukończył 1967 r. Pracę doktorską obronił w 1973 r. pod kierunkiem prof. Ryszarda Gotszalka, a habilitację uzyskał w 1991 r. Nominację profesorską otrzymał z w 2010 r. i został profesorem w Instytucie Maszyn, Napędów i Pomiarów Elektrycznych na Wydziale Elektrycznym Politechniki Wrocławskiej. W swojej karierze zawodowej był m.in. kierownikiem Zakładu Przyrządów i Systemów Pomiarowych.
Specjalista się w zakresie metrologii elektrycznej, twórca licznych urządzeń pomiarowych, m.in. systemu do pomiaru napięć, prądów i mocy skrajnie małych wartości czy do pomiaru impedancji obwodów zwarciowych oraz indukcyjnych dzielników wysokiego napięcia. Autor lub współautor ok. 100 artykułów i 25 patentów. Członek Polskiego Towarzystwa Elektrotechniki Teoretycznej i Stosowanej i członek zarządu jego wrocławskiego oddziału (w tym zastępca przewodniczącego w latach 1996-1999, 2002–2005, 2008–2011 oraz przewodniczący w latach 1999–2002 i 2005–2008). 
Odznaczony Złotym Krzyżem Zasługi (1987), a także wyróżniony Złotą Odznakę Politechniki Wrocławskiej oraz Złotą Odznakę PTETiS (2008), a także licznymi nagrodami Rektora Politechniki Wrocławskiej oraz dziekana i dyrektora Instytutu. Pochowany został na Cmentarzu Grabiszyńskim we Wrocławiu.